# Ivato (Analamanga)
Pour les articles homonymes, voir Ivato.
Ivato est une commune urbaine située en région Analamanga dans la province d'Antananarivo. Elle se trouve à 15 km au Nord-Ouest d'Antananarivo, la capitale, accueillant sur son territoire l'aéroport international qui dessert cette dernière.

## Toponymie
Du temps de l'hégémonie de la monarchie merina, le roi Andrianampoinimerina, dans le cadre de la campagne d’unification du pays qu’il menait, a fait édifier deux pierres au centre du village d’Ivato, dont l'une plus élevée, symbolisait son pouvoir, et l’autre  plus basse, les habitants des lieux. Ces édifices ont été appelés « pierres sacrées ». Aujourd’hui encore, des gens, viennent y apporter des offrandes après que les vœux qu’ils ont formulés devant les « pierres sacrées » se soient réalisés.

## Histoire
Ivato fut fondée par Andrianampoinimerina sur la plaine de Betsimitatatra dans le cadre de l'expansion du royaume Merina au début du XIXe siècle. Ivato marqua le début du parcellement de l'Imerina en fokontany basés sur les fokonolona.
En 2008, les communes d'Ivato Firaisana et d'Ivato Seranana fusionnent afin d'améliorer l'administration de la ville.

## Économie
Abritant l’aéroport international, la zone économique d’Ivato s’est imposée comme un hub stratégique pour les activités liées à l’industrie aéroportuaire et aux services connexes. Avec la présence des sièges sociaux d’ADEMA et de Ravinala Airports, deux acteurs majeurs de la gestion aéroportuaire à Madagascar, du siège national de l'ASECNA, ainsi que plusieurs hôtels destinés aux voyageurs d’affaires, l’économie locale bénéficie d’un écosystème tourné vers la logistique et le transport.  
Au-delà de l’aéronautique, Ivato accueille des infrastructures dédiées aux secteurs minier et textile. Le Mining Business Center vise à faciliter les échanges dans l’industrie extractive, tandis que les zones franches textiles contribuent à la production et à l’exportation de vêtements,. Par ailleurs, la présence de la succursale de Floribis, spécialisée dans les produits agroalimentaires, renforce la diversification économique de la zone.  
De plus, le Centre de conférences internationales d’Ivato, inauguré en 2009 pour le sommet de l'Union africaine, positionne la région comme une destination pour les événements professionnels de haut niveau, attirant des délégations étrangères et stimulant l’activité hôtelière.  
Les autorités misent sur le développement du lac Iarivo — lac artificiel créé en bout de piste pour réduire l'impact en cas de sortie de piste — pour élargir l’attractivité d’Ivato. Après l’inauguration du Lake Village, un quartier résidentiel, en 2023, le projet prévoit d’en faire un pôle touristique et économique avec des bateaux-mouches, des restaurants flottants et des hôtels (dont des enseignes comme Four Seasons, Radisson et Sofitel),,. Un village artisanal devrait promouvoir le commerce de l’artisanat malgache, tandis que le Palais de l’Innovation offrira des formations dans les nouvelles technologies.  